# El Pontí
|  | Per a altres significats, vegeu «el Pontí (Vic)». |

El Pontí és una masia al nord del nucli Tavertet (Osona) a peu del camí vell de Tavertet a Cantonigròs inclosa a l'Inventari del Patrimoni Arquitectònic de Catalunya. Masia dels segles XVII, xviii i xix. L'origen de la masia sembla molt remot, ja que ha donat nom a alguns indrets (l'Angullola del Pontí, les canals del Pontí...). Es troba registrada en els fogatges del "Castell y terme de Tavertet fogajat a 5 de octubre 1553 per Joan Montells balle, Pere Close y Climent Parareda promens com apar en cartes 223" on consta un tal "Gaspar Pontí".
Masia clàssica on s'observen diverses fases constructives: el cos original del segle xvii, de planta rectangular (10x8 metres) i que consta de planta i primer pis; i el cos annex del segle xviii o XIX que té un pis més. El cos original, igual que l'annex, està cobert a dues vessants amb el carener paral·lel a la façana situada a migdia. A aquesta façana s'accedeix a través d'una lliça amb el portal datat (1691). El cos original té un annex adossat al sector oest de la façana principal. A la façana nord hi ha un gran annex modern. Els angles i els emmarcaments de les obertures són de pedra picada. Totes les obertures tenen els emmarcaments de pedra picada. El cos original té una finestra esculturada amb un motiu geomètric i, al cos més modern, hi ha un portal datat (1773).